# Marvin & Chardonnay
Marvin & Chardonnay – drugi singel amerykańskiego rapera Big Seana, nagrany wspólnie z Kanye Westem i Roscoe Dashem, z jego debiutanckiego albumu studyjnego Finally Famous. Utwór został napisany przez Seana, Westa, Dasha i Wansela, który jest także odpowiedzialny za produkcję. 26 lipca 2011 singel został wysłany do rozgłośni radiowych. 
Piosenka zadebiutowała na 88 miejscu, by w końcu uplasować się na 53 miejscu listy Billboard Hot 100. Jest to drugi singel Seana plasujący się tak wysoko. 